# Васил Богданов
Васил Николов Богданов е български политик от БКП.

## Биография
Роден е на 29 октомври 1913 г. в сливенското село Ичера в семейството на пощенски служител. Завършва прогимназия в родното си село, а след това записва да учи зъботехника в Бургас. От 1930 г. работи като зъботехник в Айтос, където същата година става член на РМС. Дейността му е разкрита от полицията и е арестуван, а впоследствие изпратен в родното си село. След военната си служба постъпва в жп депото в Бургас. През 1939 г. става член на БКП. От 1939 до 1941 г. е член на ОК на РМС в Бургас. През юни 1943 г. става партизанин в чета „Съби Димитров“. Същата година е осъден задочно на смърт. Васил Богданов е сред основателите на партизански отряд „Народен юмрук“. В отряда е командир на чета. След обединяването му с Варненския партизански отряд „Васил Левски“ е отново командир на чета. След 9 септември 1944 г. става първи секретар на Окръжния комитет на БКП в Бургас. От 4 март 1954 до 2 юни 1958 г. е кандидат-член на ЦК на БКП, а от 4 юни 1958 г. до 2 април 1976 г. е член на ЦК на БКП. Бил е посланик на България в Унгария. Работи след това в Министерството на външните работи. С указ № 3227 от 28 октомври 1983 г. е обявен за герой на социалистическия труд. Носител е на орден „Народна република България“ I ст., орден „Народна свобода 1941 – 1944 г.“ I ст., орден „9 септември 1944 г.“ I ст., два ордена „Георги Димитров“ и други.